# Sommario di pedagogia come scienza filosofica
Sommario di pedagogia come scienza filosofica è un’opera del filosofo e politico italiano Giovanni Gentile, pubblicata per la prima volta nel 1912. 

## Contenuto
In questa opera, Gentile espone la propria teoria pedagogica, che deve farsi teoria dello svolgimento dello spirito ed elaborare una concezione della scuola alta, legata alla chiara celebrazione dello spirito, che deve svolgersi anche nella società. 
Nel primo volume si sviluppa una teoria dell’uomo che pone al centro l’autocoscienza che porterà alla sintesi unitaria tra spirito e reale. Se l’educazione è formazione spirituale, il protagonista è il maestro, che è la rappresentazione della cultura e della storia, e agisce nello spirito dell’allievo senza mai essere autoritario. L’educazione si fa poi istruzione, sviluppa la conoscenza e il carattere. 
Nel secondo volume, Gentile delinea la sua teoria didattica fissando tre tappe per delineare la struttura specifica della scuola elementare, media e superiore: la cultura della scuola elementare deve essere risolta nella forma dell’arte, in quella scientifica nella scuola media, in quella filosofica alle superiori.

## Edizioni
- Giovanni Gentile, Sommario di pedagogia come scienza filosofica, Le Lettere, 2003